# Ingrid Chauvin
Pour les articles homonymes, voir Chauvin.
Ingrid Chauvin, née le 3 octobre 1973 à Argenteuil, (Val-d'Oise, France), est une actrice, autrice et productrice française.
Elle est principalement apparue dans des séries et téléfilms diffusés sur TF1. Après des petits rôles dans des sitcoms d'AB Productions (1994-1997) sur TF1 puis sur France 2, elle fait des apparitions dans des fictions policières du soir (1997-2000).
En 2000, elle décroche l'un des deux rôles principaux d'une nouvelle série policière, Femmes de loi. Face à Natacha Amal dans le rôle d'une substitut du procureur, elle incarne une inspectrice de police durant six saisons, jusqu'en 2007. Entre-temps, TF1 lui confie le premier rôle de ses sagas de l'été Méditerranée (2001) et Dolmen (2005) et la chaîne M6 Suspectes (2007).
Après plusieurs téléfilms pour TF1, souvent policiers, elle change de registre en 2009 en partageant l'affiche de la comédie Les Toqués avec Édouard Montoute. Ce dernier quitte cependant la série en 2011, au terme du cinquième épisode, conduisant la production à le remplacer par Annie Gregorio. Rebaptisé Week-end chez les toquées, cette suite ne dépassera pas une saison diffusée en 2012.
Entre 2012 et 2014, l'actrice se contente de téléfilms. En 2015, elle fait même une infidélité à TF1 en tenant le premier rôle de  Meurtres au Mont Ventoux, sur France 3. Finalement, elle fait son grand retour sur la chaîne privée en 2017, comme tête d'affiche du feuilleton quotidien Demain nous appartient.

## Biographie

### Jeunesse et formation
Ingrid est la fille d'un père maître-nageur sauveteur et d'une mère documentaliste et aquarelliste. Sa mère, enceinte, voit Ingrid Bergman sur une affiche et choisit ainsi pour prénom Ingrid.[réf. nécessaire]
Quand Ingrid Chauvin a huit ans, ses parents divorcent. Sa mère, quatre ans après son divorce, refait sa vie avec un informaticien, plus jeune de sept ans. Ils ont un fils. Ce dernier, Jérémy Duffau, est connu comme ténor lyrique.
Dès son enfance, Ingrid Chauvin souhaite devenir esthéticienne ou comédienne, malgré l’hostilité de ses parents pour cette dernière profession. Après des études en entreprises pour devenir esthéticienne, elle exerce la profession de maquilleuse artistique — notamment pour des productions pornographiques — tout en décrochant quelques castings de mannequin. À dix-neuf ans, grâce à son physique et sa beauté, elle pose pour des photographes de charme et fait ses premiers castings. Ses premiers gains lui permettent de prendre des cours de théâtre chez Robert Cordier, durant lesquels elle se fait remarquer par Patrick Goavec de l'agence AAC.

### Débuts de comédienne
Elle fait alors quelques petites apparitions dans des séries d'AB Production dans les années 1990, notamment dans Les Années fac interprétant le rôle de Gabrielle durant 8 épisodes.
C’est au théâtre qu'Ingrid Chauvin commence réellement sa carrière, en jouant aux côtés de Michel Roux dans Tromper n'est pas jouer de Patrick Cargill en 1997 au théâtre Saint-Georges (Paris), une pièce pour laquelle elle a obtenu le Prix du Jeune Espoir, puis avec Michel Creton dans Sylvia d'A.R. Gurney en 1998 au théâtre Hébertot (Paris). Deux pièces qu’elle joue également lors de tournées en province.
En 1999, elle apparait au cinéma en incarnant le rôle principal du film Les Percutés de Gérard Cuq. La même année, elle joue aussi dans le court-métrage La Mort sans fin de Philippe Monpontet. Ce court-métrage est inscrit dans Chambre n°13, une compilation de treize courts-métrages ayant le même thème, placé sous l'égide d'Alain Corneau.

### Actrice de TF1
Ingrid Chauvin joue le rôle de Marie Balaguère, lieutenant de police entre 2000 et 2007 dans Femmes de loi, série policière de TF1 avec Natacha Amal. Le 25 août 2003, elle est victime d'un grave accident de voiture, dont elle sort miraculeusement vivante, mais avec de nombreuses fractures dont une à la colonne vertébrale. Elle affirme par la suite avoir vécu lors de cet accident une expérience de mort imminente.
En 2005, Ingrid Chauvin devient l’héroïne dans la saga de l'été Dolmen; elle y interprète le rôle de Marie Kermeur aux côtés de Bruno Madinier qui tient le rôle de Lucas Fersen, tous deux personnages principaux de la série. La série est un succès d’audience avec 12 millions de téléspectateurs en moyenne par épisode. L'année d’après elle apparaît dans le clip du premier single solo d'Emmanuel Moire, Le Sourire.
En 2008, elle se retrouve dans les marais salants guérandais pour La Main blanche, autre série de TF1, à nouveau aux côtés de Bruno Madinier.
Depuis le 17 juillet 2017, elle joue l'un des rôles principaux dans la nouvelle série de TF1 Demain nous appartient.

### Vie privée
De 2001 à 2004, Ingrid Chauvin a été la compagne de l'acteur Laurent Hennequin qu'elle a rencontré sur le tournage de la mini-série Méditerranée. Puis de 2004 à 2006, elle a vécu avec Jean-Michel Tinivelli. Le 27 août 2011, à Lège-Cap-Ferret, elle épouse Thierry Peythieu, qui était premier assistant réalisateur sur la série Les Toqués. Leur premier enfant naît le 17 octobre 2013, une fille prénommée Jade. Cette dernière est atteinte d'une grave malformation cardiaque et décède le 25 mars 2014, à l'âge de 5 mois. Le 10 juin 2016, le couple accueille son deuxième enfant, un garçon prénommé Tom. Le 11 novembre 2020, elle annonce sur les réseaux sociaux qu’elle se sépare du père de ses enfants,.
Depuis 2021, elle est en couple avec le photographe Philippe Warrin avec qui elle s'est mariée au Cap Ferret le 12 octobre 2024.

## Filmographie

### Télévision
- 1994 : Salut Les Musclés de Jean-François Porry : Stella (épisode 250), Gilda (épisode 257)[14]
- 1994 : Premiers Baisers de Jean-François Porry et Bénédicte Laplace : Bernadette (épisode no 250)[14]
- 1994 : Seconde B de Didier Albert, épisode Le Rocker et la Violoniste : Clara[14]
- 1995 : La Croisière foll'amour de Jean-François Porry : Julie (épisodes 14 & 31), une des pirates (épisode 54)[14]
- 1995 : Les Années fac de Jean-François Porry (8 épisodes) : Gabrielle[14]
- 1995 : Le Miracle de l'amour (épisode 31) : Élisabeth[14]
- 1996 : Le Miel et les Abeilles de Jean-François Porry : Magalie Vagalsi (épisode no 155)[14]
- 1996 : L'École des passions (rôle récurrent) : Agnès Ferrand[14]
- 1997 : Studio des artistes, épisode L'Aveu : Agnès Ferrand[14]
- 1997 : Les Bœuf-carottes, épisode La Manière forte, réalisé par Michel Vianey : Sylvie Kaan
- 1998 : Tapage nocturne (collection Vertige) de Gérard Cuq : Claire Baron
- 1999 : Le Fil du rasoir (collection Vertige) de Gérard Cuq (téléfilm) : Lisa Vergnes
- 1999 : Les Bœuf-carottes, épisode Soupçons, réalisé par Michel Vianey
- 2000 : B.R.I.G.A.D. (saison 1 - rôle récurrent) de Marc Angelo : Julia
- 2000 - 2007 : Femmes de loi (25 épisodes) : Lieutenant Marie Balaguère
- 2000 : Dormir avec le diable d'Yves Boisset : Leslie
- 2001 : Méditerranée (5 épisodes) d'Henri Helman : Marie Valbonne
- 2005 : Dolmen (6 épisodes) de Didier Albert : Marie Kermeur
- 2007 : Chassé croisé amoureux de Gérard Cuq : Elsa Brémont
- 2007 : La Taupe de Laurent Scalese : Commandant Sandra Longo
- 2007 : Le Monsieur d'en face d'Alain Robillard : Nathalie Delambre
- 2007 : Suspectes (8 épisodes) de Laurent Dussaux : Marina Devaux
- 2008 : La Main blanche (4 épisodes) de Dennis Berry : Marion Ravel
- 2009 - 2011 : Les Toqués (6 épisodes) : Fanny Marsan
- 2009 : La Taupe 2 : Commissaire divisionnaire Sandra Longo
- 2011 - 2012 : Week-end chez les toquées (5 épisodes) : Fanny Marsan
- 2012 : On se quitte plus de Laurence Katrian : Manon Bonnel
- 2013 : Une bonne leçon de Bruno Garcia : Marion
- 2014 : Rumeurs d'Étienne Dhaene : Estelle
- 2014 : Camping Paradis, épisode Éclipse au camping réalisé par Thierry Peythieu : Ingrid
- 2014 : Nos chers voisins : Un Noël presque parfait : Hélène, une ex du docteur Derek
- 2015 : Meurtres au Mont Ventoux de Thierry Peythieu : Alexia Mejean
- 2017 : Joséphine, ange gardien (saison 17, épisode 4 : Sur le cœur)
- depuis 2017 : Demain nous appartient : Chloé Delcourt
- 2020 - 2021 : Ici tout commence : Chloé Delcourt (rôle secondaire)
- 2021 : La Vengeance au Triple Galop d'Alex Lutz : La Juge
- 2022 : Joséphine, ange gardien (saison 21, épisode 5 : À toute épreuve) : Laure
- 2024 : Léo Matteï, brigade des mineurs (saison 11, épisodes 3 & 4 : Je suis Vanessa) : Paula Brasseur

### Cinéma
- 2002 : Les Percutés de Gérard Cuq
- 1999 : La Mort sans fin de Philippe Monpontet - court-métrage inscrit dans Chambre n°13 d'Alain Corneau

## Théâtre
- 2015 : Hibernatus de Jean-Bernard Luc, mise en scène Steve Suissa, théâtre de la Michodière (du 10 janvier au 29 mars) avec Jean-Luc Reichmann et Anouchka Delon.
- 2015 - 2017 : Avanti! de Samuel Taylor, mise en scène Steve Suissa, théâtre des Bouffes-Parisiens (du 17 septembre au 3 janvier, puis tournée) avec Francis Huster[15].

## Publications
- À cœur ouvert, Plon, 2015[16].
- Croire au bonheur, Plon, 2016[17].
- Rêve d'enfant, Michel Lafon, 2020[18].
- L’échappée belle, Michel Lafon, 2023[19].

## Distinctions
| Année | Récompenses             | Série                  | Catégories        | Résultats  | Ref    |
| ----- | ----------------------- | ---------------------- | ----------------- | ---------- | ------ |
| 2018  | Soap Awards France 2018 | Demain nous appartient | Meilleure actrice | Nomination | [ 20 ] |
| 2019  | Soap Awards France 2019 | Demain nous appartient | Meilleure actrice | Lauréat    | [ 20 ] |
| 2021  | Soap Awards France 2021 | Demain nous appartient | Meilleure actrice | Lauréat    | [ 21 ] |